# 郵差 (1994年電影)
《郵差》（義大利語：Il Postino）是一部1994年推出的義大利電影，由麥克·拉德福德（Michael Radford）執導。
電影改編自安東尼奧·斯卡爾梅塔（Antonio Skármeta）的小說《Ardiente Paciencia》，描述智利詩人聶魯達因反對政府而被迫流亡海外，在義大利的卡布里島暫時安身時的經歷。（不過電影是在普羅奇達島拍攝的）

## 劇情大綱
在義大利的一個小島上，青年馬力歐不想跟父親一樣成為漁夫，靠著自身的讀字能力成為島上的郵差。馬力歐因緣際會與流亡至此的智利詩人聶魯達相識，逐漸發展出一段忘年之交。因為馬力歐只會讀但不會寫字，聶魯達教他書寫，還幫忙捉刀寫情書。
之後智利政府撤銷對聶魯達的拘捕令，聶魯達得以回國。多年後聶魯達舊地重遊，卻發現人事已非。

## 外部連結
- 互联网电影数据库（IMDb）上《郵差》的资料（英文）
- 爛番茄上《郵差》的資料（英文）